# Eudendrium kirkpatricki
Eudendrium kirkpatricki är en nässeldjursart som beskrevs av Watson 1985. Eudendrium kirkpatricki ingår i släktet Eudendrium och familjen Eudendriidae. Inga underarter finns listade i Catalogue of Life.
Djuret förekommer i marina miljöer strax norr om Australien.